# علاج بالرنين المغناطيسي
العلاج بالرنين المغناطيسي (بالإنجليزية: Magnetic Resonance Therapy) هي طريقة تُختبر حاليا للعلاج تعتمد على الخاصية الفيزيائية :الرنين النووي المغناطيسي . والغرض منها تحفيز وظائف في بعض الخلايا في الأحياء وفي الأنسجة الحية. ولا توجد حتى الآن اختبارات على نطاق واسع لتلك الطريقة في المستشفيات .
يستخدم العلاج في الغالب كتكملة للعلاج حالات تخاذل النظام العضلي العظمي musculoskeletal system المصحوب بآلام شديدة. وتستخدم طريقة الرنين المغناطيسي في مستشفيات كثيرة حول العالم وفي مصحات النقاهة . وتدعمها مراكز علمية مثل «معهد لودفيج بولتزمان» في سالفيلدن بالنمسا. ويعتبر العلاج كعلاج استبدالي طبي حيث لم يعترف به بعد كأحد العلاجات الطبية المعترف بها . أي أن نتائج تلك الطريقة العلاجية لا زالت تحت الاختبار .

## مبدأ الطريقة
تصوير بالرنين المغناطيسي
تعريض أنوية الذرات إلى مجال مغناطيسي يتسبب في تنظيم الأنوية في اتجاه المجال الخارجي. ويحاول العزم المغزلي للنواة اتخاذ اتجاه المجال ويؤدي حركة بدارية حول اتجاه المجال وهذا ما يعرف بـ تردد لارمور {\displaystyle \omega }.
وبعد أن تكون الذرات قد وجهت عزمها (المغناطيسي) في اتجاه المجال المغناطيسي الخارجي يسلط عليها أيضا من الخارج نبضات راديوية مغناطيسية . فإذا كان تردد البدارية مماثلا لتردد الموجة الراديوية ،فإن الأنوية الذرية تمتص طاقة من تلك الموجات . أي أن الرنين النووي المغناطيسي يتسم باختيار دقيق لامتصاص موجات راديوية ذات طاقة معينة ، تمتصها الأنوية الذرية من مجال مغناطيسي خارجي.
ويبدأ متجه الزخم المغزلي (سبن) يتحرك حركة توافقية مع الموجات الراديوية ، وينهي تلك الحركة بمجرد منع الموجة الراديوية عنه . تنتقل بذلك الطاقة الممتصة عن طريق الإشعاع.
هذه الطريقة تعطي معلومات عن البنية الجزيئية للمادة وهي تطبق في الطب للحصول على صور عن طريق تصوير العزم المغناطيسي لأنوية الهيدروجين في الجسم (تصوير بالرنين المغناطيسي) .

## نتائج اختبارات
أجريت بعض التجارب على الحيوان و أشخاص وفي المعمل in vitro . وعرضت النتائج في المؤتمرات العلمية ونشرت في المجلات الطبية .ويبدو من النتائج حدوث تحسن بواسطة الرنين المغناطيسي النووي لتنشيط أنسجة الغضاريف.
كما أجريت عدة اختبارات أخرى .
يبدو من دراسات تأثير الرنين المغناطيسي النووي أن له فعالية علاجية على الفصال العظمي . فقد أجريت عدة معالاجات لمرضى الفصال في مفاصل الأصابع واليد وهي تبين تحسن في عمل اليد .
كما أجريت اختبارات معملية بواسطة الرنين المغناطيسي النووي على خوندروسيت و الخلايا البانية للعظم وفبروبلاست ، وبينت أيضا تحسن في الخندريوسيت و الخلايا البانية للعظم.
بعض الاختبارات الأخرى قد أجريت على مزارع للفيبروبلاست وبينت تغير ملحوظ في تكوين البروتين .

## اقرأ أيضا
- تصوير طبي بأشعة غاما
- تصوير طبي
- رنين نووي مغناطيسي
- تصوير بالرنين المغناطيسي